# Cessna 182 Skylane

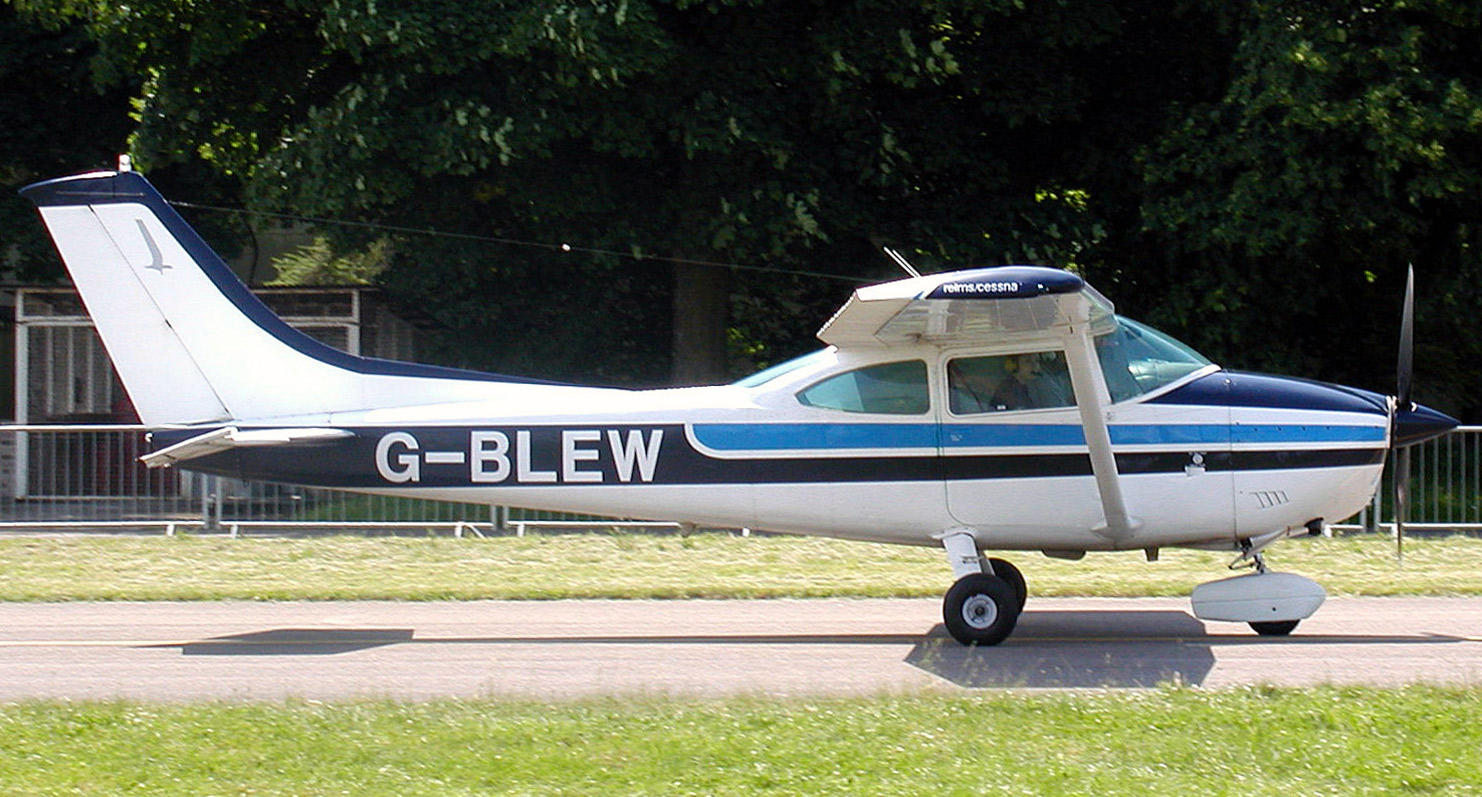
Reims Cessna F182Q

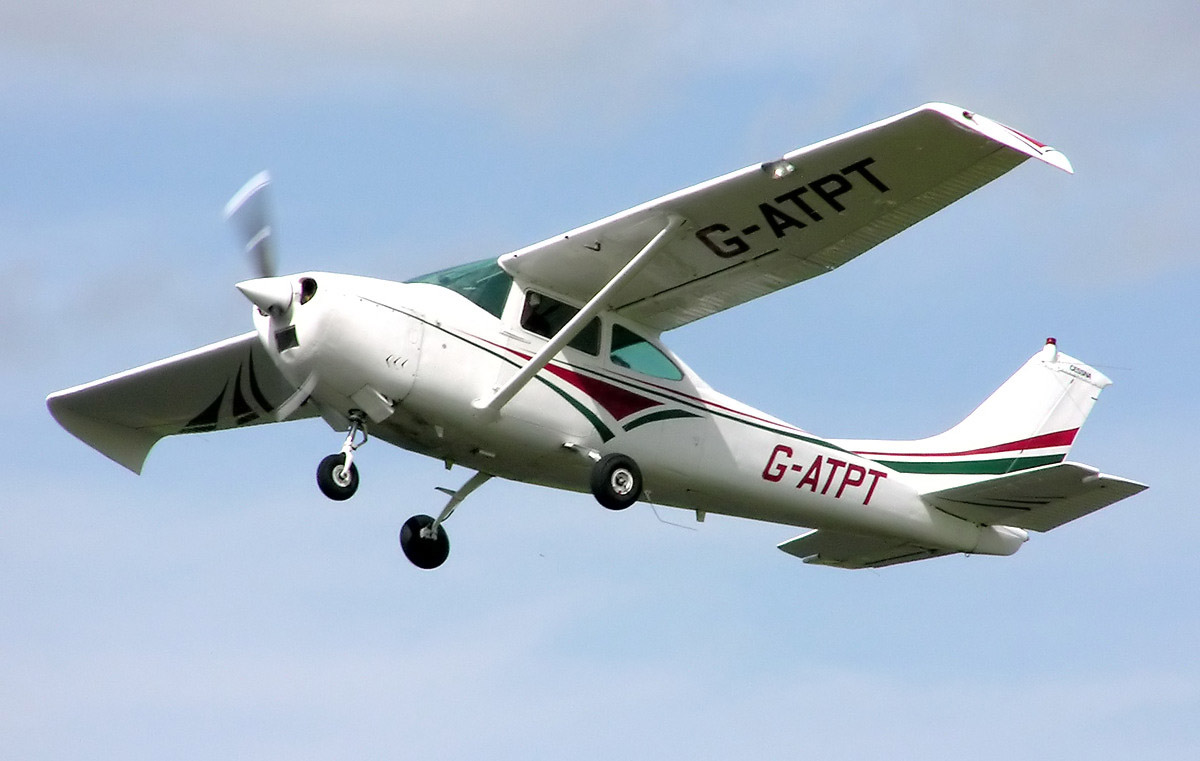
Cessna 182J (G-ATPT)

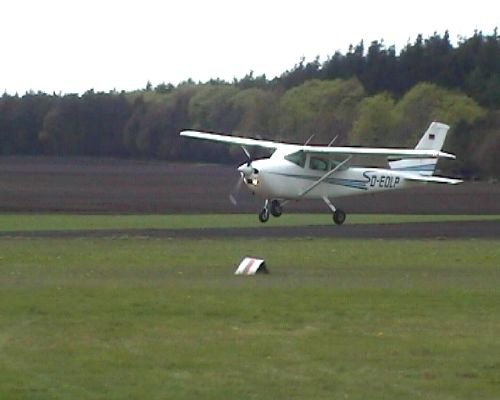
Cessna 182Q (D-EOLP)

De Cessna 182 Skylane is een vliegtuig met vier zitplaatsen. Het heeft een niet-intrekbaar landingsgestel, propelleraandrijving met verstelbare spoed, de zogenaamde constant speed propeller, één motor en een bovenliggende vleugel. Dit type vliegtuig heeft meer vermogen dan de Cessna 172 en wordt daarom vaak ingezet om parachutisten te droppen. In dat geval worden de bank achterin en de stoel rechts voorin verwijderd, het rechterstuur verwijderd en een beschermende plaat rechts voorin gemonteerd. De rechterdeur wordt vervangen door, of omgebouwd naar een naar boven scharnierende deur, de zogenaamde inflightdoor.
Het eerste exemplaar van de C182 werd gemaakt in 1956. Daarnaast ontstond in de loop van de tijd ook een versie met intrekbaar landingsgestel, de C182RG waarbij RG staat voor retractable gear.
Behalve in Wichita (Kansas, VS) werd de Cessna 182 ook in Reims (Frankrijk) gebouwd (als F182) en in Argentinië (als A182). Tussen 1985 en 1994 vond geen productie plaats, nadat de fabriek voor zeer hoge bedragen aansprakelijk was gesteld na een aantal vliegongelukken met Cessna’s. Op 15 juli 1996 vloog het prototype van de nieuwe C182, waarna de levering van de C182S negen maanden later werd hervat.
De motor is nu de Lycoming IO-540, een zescilinder boxermotor. In het verleden gebruikte Cessna ook motoren van Rolls Royce en Continental. Het ontwerp van dit soort motoren stamt nog uit de jaren veertig, en wordt ook in andere Cessna-typen en gelijksoortige vliegtuigen zoals Piper gebruikt.
In vergelijking met moderne automotoren, gebruiken deze motoren veel benzine (Avgas); de Cessna 182 gebruikt circa 50 liter per uur op kruissnelheid en kruishoogte.
Het Franse Societé de Motorisations Aeronautiques (SMA), een onderdeel van de Safran-groep, waartoe ook Airbus behoort, ontwikkelde daarom een dieselmotor.
Op 10 mei 2004 werd de Cessna 182 door de overkoepelende Europese luchtvaartautoriteit EASA toegelaten voor de ombouw van benzine naar diesel met de SR305-230-MA01. Deze motor is alleen toegelaten voor jetfuel Jet A1 - niet voor gewone (auto)diesel - en levert betere prestaties tegen een lager verbruik en lagere brandstofkosten.
De oude motoren zijn echter zó betrouwbaar gebleken - de nieuwe moeten dit nog bewijzen - dat men er het hogere verbruik op de koop toe bij neemt.
Anno 2007 zou Cessna bezig zijn met de ontwikkeling van één opvolger die zowel de 172 als de 182 moest gaan vervangen.

## Specificaties (182S)
- Bemanning: 1
- Capaciteit: 3 passagiers
- Lengte: 29’ (8,85 m)
- Vleugelspanwijdte: 36’ (10,97 m)
- Hoogte: 9’1¾” (ca. 2,84 m)
- Maximumsnelheid: 280 km/u
- Kruissnelheid: 250 km/u op 2.450 meter
- Overtreksnelheid: 91 km/u
- Klimsnelheid: 4,69 m/s
- Plafond: 5.500 meter
- Vliegbereik: 1.432 km bij 55% vermogen op 2.100 meter